# Anton Mahringer

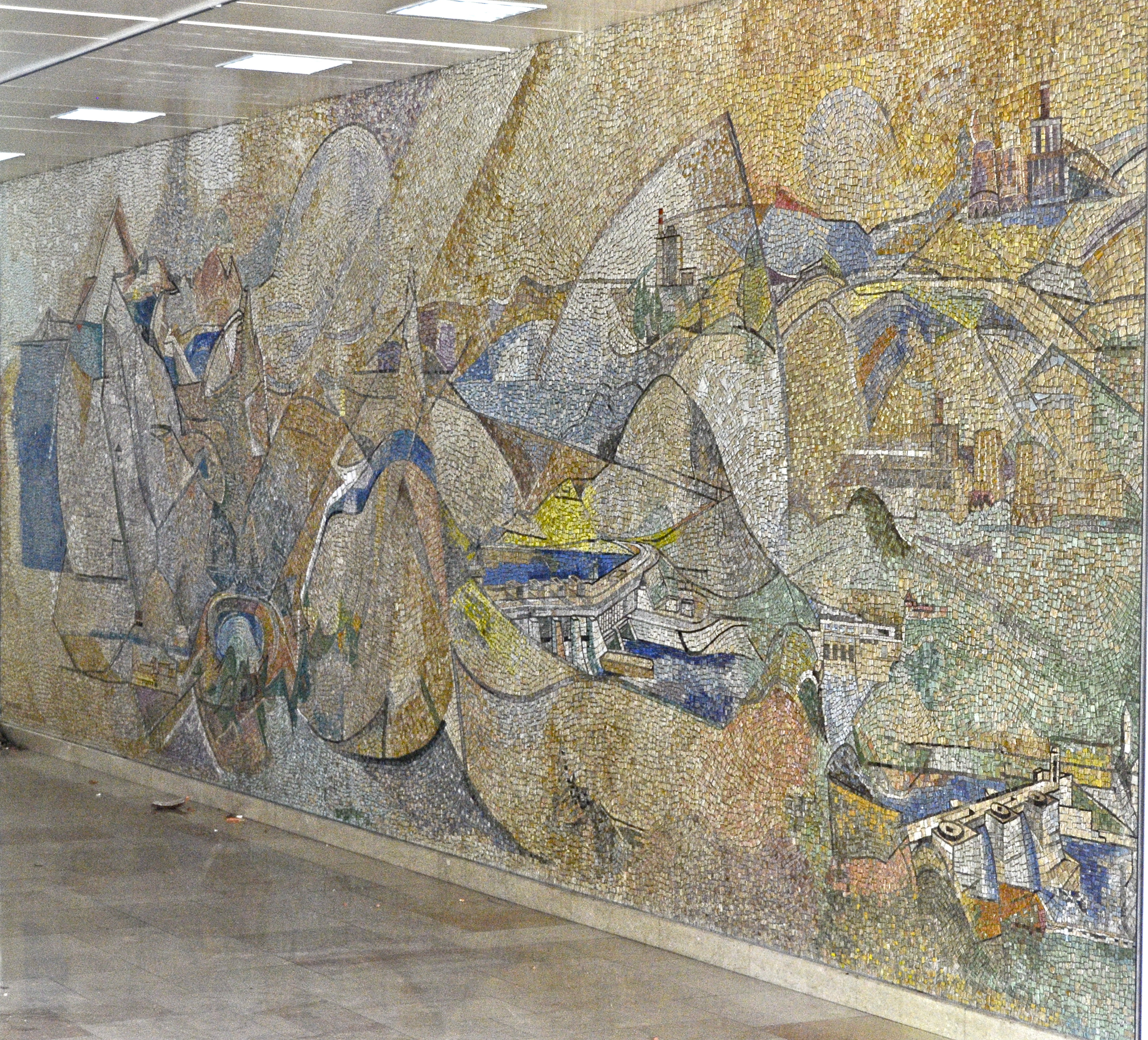
Die von den Österreichischen Draukraftwerken in Auftrag gegebene und mittlerweile im Gebäude an der Kohldorfer Straße 98 in Klagenfurt. (2014)

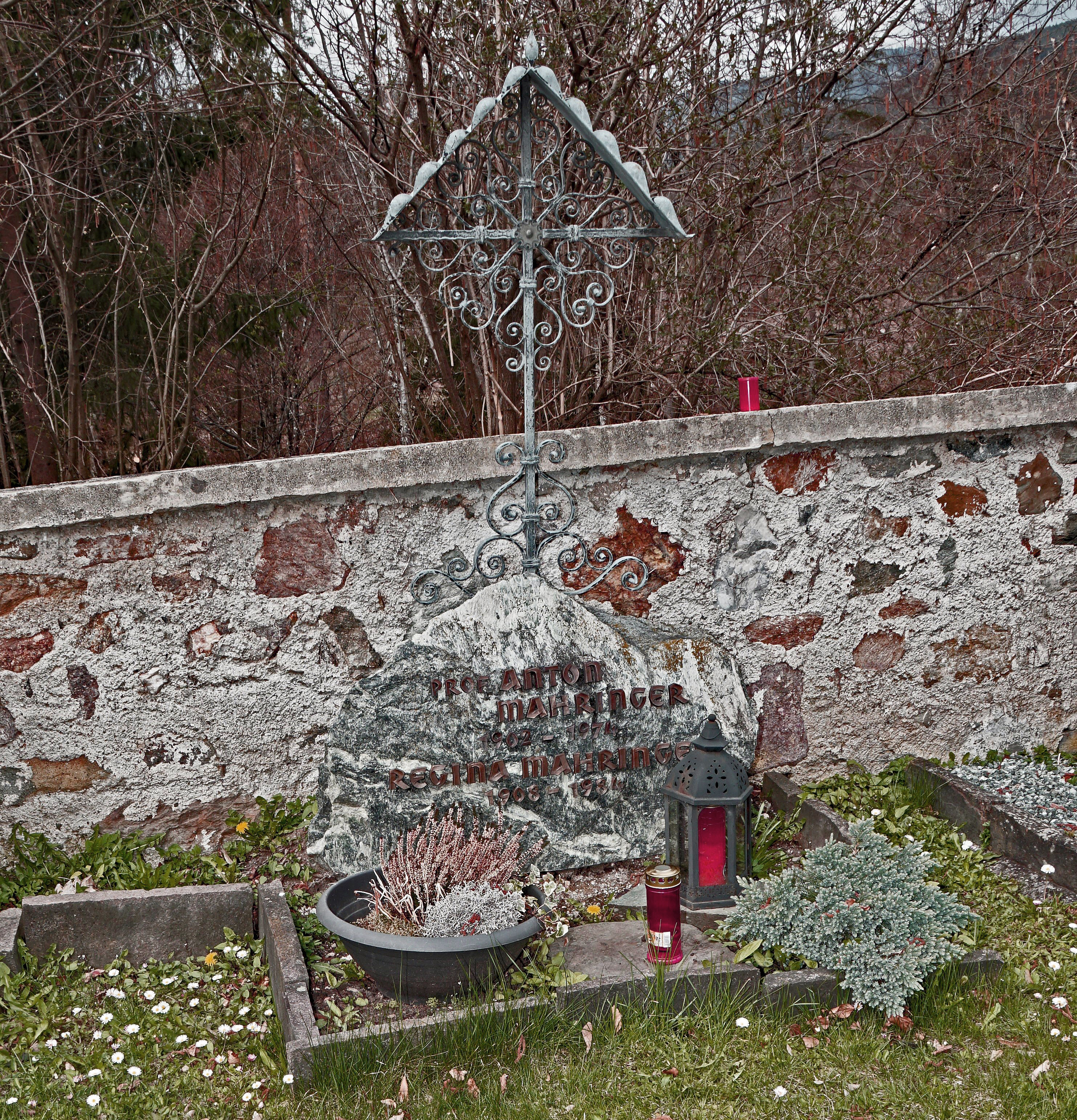
Mahringers Grab auf dem Friedhof der Pfarrkirche St. Georgen im Gailtal

Anton Mahringer (* 26. September 1902 in Neuhausen auf den Fildern, Baden-Württemberg, Deutsches Reich; † 29. Dezember 1974 in Nötsch im Gailtal, Kärnten, Österreich) war ein österreichischer Maler, der im Speziellen für seine Landschaftsaquarelle bekannt ist. Neben Sebastian Isepp, Anton Kolig und Franz Wiegele zählte Mahringer zum Nötscher Kreis.

## Leben

### Kindheit, Schulbildung und Lehre
Anton Mahringer wurde am 26. September 1902 als drittes von sieben Kindern in Neuhausen auf den Fildern bei Stuttgart geboren. Sein Vater, Johann Alois Mahringer, der aus einer ebenso kinderreichen Familie, die auf dem Härtsfeld in der Schwäbischen Alb einen Bauernhof bewirtschaftete, stammte, war als Volksschullehrer in Neuhausen tätig. Die väterlichen Ahnen stammen wiederum aus Oberösterreich; ein von dort stammender Sebastian Maringer hatte im Jahre 1685 in den schwäbischen Bauernhof eingeheiratet. Seine Mutter, Pauline Mahringer, geborene Bauer, war die einzige Tochter des Gasthofbesitzers Zur Post in Neuhausen. Mit ihrer verwitweten Mutter arbeitete sie in der lokalen Postagentur. Im Jahre 1904 zog er mit seinen Eltern und seinen Geschwistern nach Schwäbisch Gmünd, nachdem der Vater im zweiten Bildungsweg an der Technischen Hochschule in Stuttgart die Ausbildung zum Fach- und Gewerbelehrer absolviert hatte und eine Stelle als Lehrer an der hier ansässigen Gewerbeschule und Fachschule für Goldschmiede erhielt. In späteren Jahren wurde sein Vater sogar zum Gewerbeschulrat ernannt.
Als er gerade sieben Jahre alt war, starb seine Mutter 33-jährig infolge einer Totgeburt des achten Kindes. Nach der Volksschule besuchte Anton Mahringer das Realgymnasium in Schwäbisch Gmünd. Durch die Lehrtätigkeit seines Vaters an der Fachschule für Goldschmiede bekam er bereits in dieser Zeit die Gelegenheit an Malkursen teilzunehmen. Sein Vater übernahm in den Folgejahren zunehmend auch politische Ämter und war unter anderem Fraktionsführer der christlichen Zentrumspartei, sowie später auch Stadtrat und stellvertretender Oberbürgermeister von Schwäbisch Gmünd. Nach dem Abschluss des Realgymnasiums mit Abitur begann er im Jahre 1921 eine nur kurzweilige Tätigkeit beim Stuttgarter Zollamt. In ebendiesem Jahr erlitt er bei einem Sportunfall eine Knieverletzung, auf die eine langwierige Kniegelenksentzündung folgte. Nach einer weiteren Knieoperation im Jahre 1922, nach der er ein lebenslänglich steifes Bein hatte, musste Mahringer seine Ausbildung am Zollamt aus gesundheitlichen Gründen beenden und begann eine Banklehre in Schwäbisch Gmünd. Nebenbei besuchte er weiterhin Malkurse an der Fachschule für Goldschmiede und knüpfte zu ebendieser Zeit erste Kontakte zu lokalen Künstlern.

### Aufnahme an der Stuttgarter Kunstgewerbeschule und Wechsel an die Stuttgarter Akademie
Im Jahre 1924 beendete er nach abgeschlossener zweijähriger Lehrzeit seine Bankkarriere und schaffte unter Rektor Bernhard Pankok die Aufnahme an der Stuttgarter Kunstgewerbeschule. Parallel hierzu besuchte er den Abendakt der Stuttgarter Akademie, um sich für die Aufnahmeprüfung an der Akademie vorzubereiten. Bereits ein Jahr später schaffte er auch die Aufnahme an der Akademie und wurde ein Schüler der Zeichenklasse unter Arnold Waldschmidt. Sein Vater war mittlerweile in zweiter Ehe mit der Besitzerin eines großen Obstgrundes in Schwäbisch Gmünd verheiratet. Anton Mahringer richtete sich hier in einem Gartenhaus sein erstes Atelier ein und begann mit dem Malen von Landschaften und figürlichen Studien. Anlässlich einer Sommerexkursion der Akademie kam Mahringer im Jahre 1925 nach Tirol, wo er erstmals mit dem Hochgebirge konfrontiert wurde. 1926 besuchte Mahringer die Internationale Kunstausstellung in Dresden, wo ihn vor allem Max Slevogts ägyptische Landschaften und die deutschen Expressionisten beeindruckten. Im Frühjahr 1927 erhielt Mahringer bei den Akademiewettbewerben den Preis für die beste Aktzeichnung, sowie den Preis für Jahresgesamtleistung und verwendete das Preisgeld für eine Mal- und Studienreise nach Italien, wo er unter anderem Mailand, Florenz, Orvieto, Rom, Neapel und Palermo besuchte. Hier studierte er die Meister des Quattro- und Cinquecento und stellte Forschungen über Leonardo da Vinci und Luca Signorelli an.
In ebendiesem Jahr besuchte er anlässlich einer weiteren Exkursion der Stuttgarter Akademie zum ersten Mal die österreichische Bundeshauptstadt Wien. Ein Jahr später wechselte Mahringer an der Akademie von der Zeichenklasse zur Malklasse und wurde erster Student von Anton Kolig, der eben erst als Professor aus Kärnten an die Akademie nach Stuttgart berufen worden war. Unter Kolig setzte er sich intensiv mit dessen Aktmalerei auseinander und besuchte noch im selben Jahr eine van-Gogh-Ausstellung in Karlsruhe. Im Sommer 1928 unternahm Kolig mit seinen Studenten und Studentinnen erstmals eine Exkursion nach Nötsch im Gailtal, wo Kolig vor seiner Berufung nach Stuttgart lebte. Dort trafen sie unter anderem auch auf den hier ebenfalls seit seiner Geburt lebenden Franz Wiegele, mit dessen Schwester Katharina Kolig verheiratet war. Mit Kolig unternahm die Studiengruppe zahlreiche Ausflüge in die Kärntner Berglandschaft und unternahm Wanderungen auf den Dobratsch, zum Weißensee, ins Plöckengebiet, zum Wolayer See und zur Windischen Höhe. Im Kärntner Gailtal begann Mahringer auch seine ersten Landschaften zu malen.

### Erste Lehrtätigkeit und erstes Meisteratelier
Bereits im darauffolgenden Jahr 1929 übernahm er von Kolig dessen zweite Klasse und erhielt zudem ein Meisteratelier, sowie ein Stipendium der Stuttgarter Akademie. In weiterer Folge wurde er unter Kolig einer seiner führenden Mitarbeiter in der eben erst gegründeten Werkstatt für Wandmalerei an der Akademie. Ebenfalls 1929 erhielt Kolig vom Land Kärnten den Auftrag zu einem Freskenzyklus im heute nach ihm benannten Kolig-Saal im Landhaus Klagenfurt. Noch im gleichen Jahr begann Kolig mit einigen Studenten an den Arbeiten, wobei vor allem Anton Mahringer bei der Ausführung der Fresken maßgeblich beteiligt war. Zu ebendieser Zeit freundete sich Mahringer mit dem gleichaltrigen Kunsthistoriker Otto Demus, der gerade erst sein Studium beendet und die Stelle als Landeskonservator für Kärnten angenommen hatte, an. Weitere Kärntner Freunde, die er während dieser Zeit fand, waren der Leiter der Studienbibliothek und Schriftsteller Max Pirker, der Chefredakteur Heinz Paller, der Kunsthistoriker Walter Frodl, sowie der Volksschuldirektor und Dichter Andreas Fischer.
Erst im Dezember 1929 kehrte Mahringer wieder in die Akademie nach Stuttgart zurück und setzte im darauffolgenden Sommer 1930 seine Arbeit an den Fresken des Landhauses in Klagenfurt fort. Dabei gehörte er einer Gruppe von rund 20 Studenten und Studentinnen aus der Stuttgarter Akademie an, die allesamt an den Fresken mitarbeiteten; darunter auch seine spätere Ehefrau Regina Peschges. Weiters waren auch Studierende aus Berlin, darunter auch sein jüngerer Bruder Paul (1904–1969), der sich nach seiner Ausbildung im Lehrerseminar in Schwäbisch Gmünd ebenfalls dem Kunststudium gewidmet hatte, dabei. Aus Ulm kam der gleichaltrige Hans Gassebner. In diesem Jahr intensivierten sich auch Mahringers Kontakte zu Koligs Schwager Franz Wiegele. Am 10. Oktober 1930 erfolgte schließlich die feierliche Übergabe der Fresken im Klagenfurter Landhaus; rund acht Jahre später sollten diese im Winter 1938/39 von den Nationalsozialisten abgeschlagen werden. Nach der Fertigstellung blieb Anton Mahringer zusammen mit seinem jüngeren Bruder und Hans Gassebner in Nötsch. Sein Freund Otto Demus vermittelte indes eine erste kleine Ausstellung mit Werken Mahringers in der Klagenfurter Buchhandlung Leon.

### Übersiedelung ins Gailtal im Jahre 1931
Im Frühjahr 1931 erfolgte eine kurzzeitige Rückkehr an die Stuttgarter Akademie, wo er schon bald darauf ein baden-württembergisches Staatsstipendium für einen Sommeraufenthalt in Rom erhielt. In der italienischen Hauptstadt lernte er daraufhin den späteren Teilhard-de-Chardin-Forscher François-Albert Viallet und die deutschen Maler Werner Gilles und Karl Kluth kennen. Nach dem Aufenthalt in Rom kehrte Mahringer nicht mehr nach Stuttgart zurück, sondern übersiedelte nun ganz ins Gailtal, wo er zusammen mit Hans Gassebner in der Ortschaft Labientschach, rund drei Kilometer vom Zentrum von Nötsch, ansässig wurde. Sein jüngerer Bruder Paul wohnte indes in unmittelbarer Nachbarschaft in Saak, das heute, wie auch Labientschach, zur Marktgemeinde Nötsch im Gailtal gehört. Zwei Tage vor seinem 30. Geburtstag heiratete Anton Mahringer am 24. September 1932 in Hamburg seine ehemalige Studienkollegin Regina Peschges, die im selben Jahr die Stuttgarter Akademie abgeschlossen hatte. Die Hochzeitsreise der beiden führte dabei über Köln bis in Mahringers neue Heimat Kärnten. In diesem Jahr erwarben der Rechtsanwalt Franz Feldner aus Villach, der Landesbaudirektor Wilhelm Effenberger und andere Sammler erste Arbeiten von Anton Mahringer. Bereits ein Jahr später kam im Jahre 1933 die gemeinsame Tochter Monika zur Welt.
Im Frühjahr 1934 unternahm das Ehepaar Mahringer mit seinem Malerfreund Hans Gassebner eine fünfmonatige Reise nach Dalmatien, wo sie zusammen in einem angemieteten Haus lebten. Bei der Rückfahrt über Venedig besuchte Mahringer die Biennale di Venezia; anschließend präsentierten die drei Maler ihre Ergebnisse des Dalmatien-Aufenthalts anlässlich einer Ausstellung des Kunstverein Kärnten im damaligen Rathaus von Villach. In diesem Jahr erwarb auch die Albertina ein erstes Aquarell Mahringers. Ebenfalls im Jahre 1934 wurde sein zweites Kind, Sohn Clemens, geboren. In den nachfolgenden Jahren bis zum Ausbruch des Zweiten Weltkrieges nahm Mahringer an diversen Ausstellungen teil, so unter anderem 1935 an der Ausstellung Junge Kärntner Kunst im Landesmuseum Joanneum in Graz. 1936 absolvierte er eine ausgedehnte Kunstreise durch seine Heimat Deutschland, woraufhin er im selben Jahr an einer weiteren Ausstellung des Kärntner Kunstvereins in Klagenfurt teilnahm. Ein Jahr später folgte die Teilnahme an einer Ausstellung der Wiener Secession, wobei sich der Wiener Jugendstilmaler Carl Moll gegenüber Franz Wiegele anerkennend über Anton Mahringers Werke äußerte. Im Jahre 1938 wurde sein mittlerweile drittes Kind, Tochter Regina, geboren.

### NSDAP-Mitgliedschaft
Mahringer trat zum 1. Januar 1937 der NSDAP bei (Mitgliedsnummer 3.773.569). Februar 1940 lehnt das NSDAP-Kreisgericht Villach diese Aufnahme ab und Mahringer wurde aus der Partei ausgeschlossen.

### Zeichenlehrer während des Zweiten Weltkrieges
Mit dem Beginn des Zweiten Weltkrieges im darauffolgenden Jahr 1939 übernahm Mahringer für die Kriegsdauer eine Dienstverpflichtung als Zeichenlehrer an der Hauptschule in Hermagor. In ebendiesem Jahr machte Mahringer auch die Bekanntschaft mit dem Wiener Hofrat Franz Zeis, einem Freund des Schriftstellers Robert Musil, und wurde ebenfalls noch 1939 Mitglied der Wiener Secession. Rund zwei Jahre vergingen, ehe er im Jahre 1941 im Rahmen der Kärntner Kunstschau in der Residenzgalerie Salzburg ausstellte. Hier fand er auch zur Bekanntschaft mit dem Salzburger Maler Anton Steinhart und dem Kunsthändler Friedrich Welz. Über Vermittlung von Franz Wiegele bekam er in diesem Jahr auch erstmals Besuch von Bruno Grimschitz, dem Direktor der Österreichischen Galerie in Wien. Erneut zwei Jahre später wurde sein vierter Nachkömmling, Sohn Peter, geboren. Am 17. Dezember 1944 starb sein enger Freund Franz Wiegele bei einem Bombenangriff auf Nötsch, bei dem auch dessen Atelier völlig zerstört wurde. Sein Gönner und Mentor Anton Kolig wurde bei diesem Angriff ebenfalls schwer verletzt und mit seiner Familie unter Trümmern verschüttet, wobei auch ein Großteil seiner Werke zerstört wurde. Zum Ende des Krieges quittierte er seinen Schuldienst und ließ sich mit seiner Familie im Dorf St. Georgen im Gailtal, heute eine Katastralgemeinde von Nötsch, nieder. In weiterer Folge übernahm er Wiegels Atelierhaus im Kesselwald, wohin er sich vor allem im Sommer zurückzog, um zu malen. Zur ersten Mahringer-Ausstellung nach dem Krieg kam es daraufhin im Jahre 1946 in Edith Kleinmayrs Galerie in Klagenfurt.

### Eine enge Freundschaft mit Kunsthändler Friedrich Welz entsteht
1947 erhielt Mahringer in St. Georgen Besuch von seinem Bekannten Friedrich Welz und veranstaltete noch im November desselben Jahres eine Ausstellung in Salzburg, wobei eine enge Freundschaft mit dem Kunsthändler entstand. Bei einer Ausstellung in der Galerie Würthle in Wien, die vom Wiener Kulturstadtrat Viktor Matejka eröffnet wurde, wurden ebenfalls noch 1947 Mahringers Werke ausgestellt. 1948 hielt sich Anton Mahringer über den Sommer hinweg in Südtirol auf und unternahm zudem von November bis Dezember 1948 eine Reise in die Schweiz. Weiters erhielt er in diesem Jahr den Österreichischen Staatspreis für Malerei für das Werk Abendlandschaft (WVAM 400). Im Jahre 1949 erhielt Mahringer über den Wiener Kulturstadtrat Viktor Matejka den Auftrag ein Porträt von Anton Kolig zu malen (WVAM 429). Im gleichen Jahr nahm er an einem Wettbewerb für die, heute (Stand: 2016) mittlerweile denkmalgeschützten, Fresken im Klagenfurter Hauptbahnhof teil und lieferte hierzu seinen Entwurf in Pastell auf Papier ab (WVAM 457). Der Wettbewerb wurde allerdings vom gerade einmal 22-jährigen Giselbert Hoke gewonnen; Mahringer erhielt stattdessen von der Bundesbahndirektion Villach den Auftrag für vier große Landschaften in Öl.
Im November 1949 erfolgte im Joanneum in Graz eine Ausstellung der Werke seiner beiden vorjährigen Studienreisen nach Südtirol und in die Schweiz, wobei ein Großteil hiervon grafische Blätter waren. Als sein Mentor und langjähriger Weggefährte Anton Kolig im Jahre 1950 starb, verbrachte Anton Mahringer seinen letzten Sommer im Atelier im Kesselwald. Das Jahr 1951 war er viel auf Reisen und unternahm mit seiner Ehefrau die erste Reise nach Ischia im Golf von Neapel. Daraufhin war er Gast bei seinem Freund Friedrich Welz in Salzburg und malte im Sommer 1951 wieder in den Karnischen Alpen, in diesem Fall auf der Feistritzer Alm zum Oisternig, wo er bei einem befreundeten Hotelier lebte. Bis 1959 kam Mahringer in jedem Sommer zurück zum Oisternig, um hier zu malen. Weiters stellte Anton Mahringer in diesem Jahr mit dem Kunstverein Kärnten in Udine und Triest aus. Im darauffolgenden Jahr 1952 reiste er ohne seine Frau ein zweites Mal nach Ischia und erhielt im selben Jahr den Auftrag für zwei Wandbilder für den Festsaal der Kammer der Gewerblichen Wirtschaft in Klagenfurt.

### Erfolgreiche Ausstellungen zum 50. Geburtstag
Über die Galerie seines Salzburger Freundes Welz wurde im Jahre 1953 nachträglich zum 50. Geburtstag Mahringers eine große Kollektive veranstaltet. Der Erfolg dieser Ausstellung war über die Landesgrenzen bemerkbar und führte zu weiteren Ausstellungen im Württembergischen Kunstverein Stuttgart, in der Städtischen Galerie „Fähre“ in Bad Saulgau und in der Kunsthalle Wuppertal des Kunst- und Museumsvereins Wuppertal. Zeitgleich erschien auch über den Verlag der Galerie Welz die erste Monografie über Anton Mahringer, die von seinem langjährigen Bekannten Bruno Grimschitz verfasst wurde. Ebenfalls 1953 beteiligte sich Mahringer an einer Ausstellung des Kunstverein Kärnten in der Wiener Secession und bewarb sich erfolglos um eine Professur an der Staatlichen Akademie der Bildenden Künste Stuttgart. Auch im Jahre 1954 war die in der Galerie Welz erstmals gezeigte Mahringer-Ausstellung zu dessen 50. Geburtstag über die Landesgrenzen hinweg erfolgreich und wurde unter anderem beim Mannheimer Kunstverein und anschließend im heute denkmalgeschützten Künstlerhaus Klagenfurt des Kunstverein Kärnten gezeigt. Bei einem in diesem Jahr in Innsbruck abgehaltenen Grafikwettbewerb erhielt Anton Mahringer den Preis des Landes Kärnten und stellte im Rahmen eines Kulturaustauschprogramms des Landes Kärnten mit den Nachbarländern in Laibach und in Udine aus.
Einen ertragreichen Großauftrag erhielt Mahringer daraufhin über Vermittlung von Freund und Kunsthändler Friedrich Welz im Jahre 1955. Für die Österreichische Botschaft in Ottawa malte er fünf Landschaftsbilder und ließ sich mit dem Erlös ein neues Haus mit Atelier in St. Georgen bauen, in das die Familie im darauffolgenden Jahr 1956 einzog. Im gleichen Jahr beteiligte er sich an einer Ausstellung der Modernen Galerie in Laibach und erhielt vom österreichischen Bundespräsident Theodor Körner den Professorentitel verliehen. Bei den Wiener Festwochen des Jahres 1957 erhielt Anton Mahringer gemeinsam mit Ludwig Heinrich Jungnickel eine umfangreiche Personale im Künstlerhaus Wien. Dabei erhielt er auch die Große Goldene Ehrenmedaille des Künstlerhauses. Ebenfalls 1957 reiste er nach Schwaben und im September zusammen mit seiner Familie nach Italien. 1958 war Mahringer erneut mit einer Ausstellung des Kärntner Kunstvereins in der Modernen Galerie in Laibach vertreten, woraufhin im gleichen Jahr eine weitere Reise nach Dalmatien folgte. Auf dieser wurde er von seinem Sohn Clemens und seinem aus Stuttgart kommenden Neffen Wolfgang Mahringer begleitet, wobei sie die Reise auch in die Herzegowina führte. Auch in diesem Jahr folgte für ihn ein längerer Aufenthalt in Schwaben, wobei unter anderem das Ulmer Museum eine Aquarellausstellung mit seinen Werken organisierte.

### Vermehrte Ausstellungen ab Ende der 1950er Jahre
Gegen Ende der 1950er Jahre nahm Mahringer vermehrt an Ausstellungen im Ausland teil, darunter 1959 mit einer eine Personalausstellung in der Privatgalerie des Arztes H. P. Hoheisel in Frankfurt am Main. Weiters beteiligte er sich in diesem Jahr an der Ausstellung des Kunstverein Kärnten in Passau, sowie an der Ausstellung des Wiener Künstlerhauses in Venedig. Im Jahre 1960 fand eine Personale mit Mahringers Werken in der Galerie Peter Fischinger in Stuttgart statt; ebenso war er an der Retrospektive Vierzig Jahre Kunst in Kärnten im Klagenfurter Künstlerhaus beteiligt. Durch diese Ausstellung erhielt er zum ersten Mal Besuch des Kunstsammlers und seines späteren Freundes Max Alfert, einem Professor der Integrativen Biologie an der University of California, Berkeley aus Kalifornien, der ihn in seiner nunmehrigen Heimat St. Georgen besuchte. Des Weiteren erhielt er in diesem Jahr Besuch vom polnischen Maler, Bühnenbildner und Regisseur Józef Szajna aus Krakau, der in weiterer Folge ebenfalls zu Mahringers Freunden zählte. In diesem Jahr 1960 reiste er ein zweites Mal in die Schweiz und besuchte hier das Tessin. Das Jahr 1961 war vor allem von Ausstellungen in Österreich geprägt, darunter im Frühjahr eine Personalausstellung mit grafischen Arbeiten Mahringers im Landesmuseum Kärnten und eine anschließende Ausstellungsbeteiligung in der Salzburger Galerie Welz.
Bereits ein Jahr später war er mit einer weiteren Personalausstellung in der Galerie 61 in Klagenfurt vertreten und reiste in diesem Jahr ein drittes Mal in die Schweiz. Hier besuchte diverse Lokalitäten wie den Vorderrhein, die Gemeinde Andermatt, die Gebirgspässe Furkapass und Lukmanierpass und den Berg Ortler. Noch im gleichen Jahr bereiste er ein weiteres Mal die Insel Ischia, wo er erneut in Sant’Angelo d’Ischia bei Serrara Fontana einquartiert war. Hier entstanden einige Aquarelle, die in weiterer Folge in einer Personalausstellung der Neuen Galerie am Landesmuseum Joanneum in Graz ausgestellt wurden. Auf Einladung der Gesellschaft der Freunde der Schönen Künste in Krakau und des Regisseurs Józef Szajna reiste Mahringer 1963 erstmals nach Polen, wo er im Hauptsitz der Gesellschaft, dem Pałac Sztuki, eine große Ausstellung seiner Arbeiten zeigte. Während dieser Zeit folgte auch eine Fahrt durch Polen und ein Aufenthalt in Nidzica, einem Künstlerort. Über Vermittlung der Galerie Welz wurde im Sommer 1963 eine Aquarellausstellung mit Werken Mahringers vom aus dem Sudetenland stammenden Robert Bergmann, einem Freund von Max Alfert, an der University of Pittsburgh im US-Bundesstaat Pennsylvania veranstaltet. Zwischen August und September 1963 bereiste Mahringer den skandinavischen Staat Finnland und stellte dort, über Vermittlung seines Neffen Wolfgang Mahringer, in der Galerie Pinx in der Hauptstadt Helsinki aus und besuchte auf dieser Reise auch die sowjetische Stadt Leningrad.

### Wandmosaik für die Österreichischen Draukraftwerke
1964 erhielt Anton Mahringer von den Österreichischen Draukraftwerken den Auftrag zu einem großen Wandmosaik, das in weiterer Folge sogar denkmalgeschützt wurde, in der Eingangshalle des in diesem Jahr eröffneten Verwaltungsgebäudes in Klagenfurt. Noch bevor er den Auftrag in Zusammenarbeit mit der Mosaik-Schule Spilimbergo von Herbst bis Ende des Jahres 1964 ausführte, arbeitete er im Frühjahr 1964 auch am Wandbild für das Rathaus seines Geburtsortes Neuhausen auf den Fildern (WVAM 1034). Im März 1965 wurde vom Österreichischen Kulturinstitut in Rom eine Aquarellausstellung mit Mahringers Werken veranstaltet, aus welchem Grund Mahringer persönlich nach Rom und Pompeji reiste. Noch im gleichen Jahr zeigte der Württembergische Kunstverein Stuttgart abermals eine Personalausstellung, die anschließend gemeinsam mit Werken des Ulmer Malers Wilhelm Geyer im Bodenseemuseum in Friedrichshafen gezeigt wurde. Im Jahre 1966 reiste er für zwei Monate nach Istanbul, wo er unter anderem seine Tochter Monika, die am dortigen St. Georgs-Kolleg unterrichtete, besuchte. Nach seiner Rückkehr aus der Türkei präsentierte Mahringer die dort entstandenen Arbeiten im Rathaus von Villach und später in der Galerie Würthle in Wien und im Mirabell-Casino von Salzburg.

### Orient-Reisen im Jahre 1967
Nachdem ihn Hartfrid Schindler, der Leiter des Deutschen Goethe- und Kulturinstituts, im Sommer 1966 in seiner Wahlheimat St. Georgen besucht hatte, nahm er im darauffolgenden Februar 1967 auf Einladung Schindlers in Begleitung seiner Frau an einer Reise nach Tripoli im Libanon teil. Dabei bereiste das Ehepaar im Privatauto das Libanon-Gebirge, die Küste Libanons, sowie die Provinzhauptstadt Baalbek und die Hafenstadt Byblos. In weiterer Folge stellte Mahringer seine Arbeiten in den deutschen Kulturinstituten von Tripoli und Beirut, sowie in der jordanischen Hauptstadt Amman aus. In Jordanien besuchte Mahringer die alte Nabatäersiedlung Petra und die dortige weltbekannte Felsschlucht Siq. Weiters bereiste er auch noch die Städte Jerasch, Jericho und Jerusalem. Nur kurz nach seiner Abreise aus Israel brach hier der Sechstagekrieg aus. Seine Rückreise tätigte Anton Mahringer über die Türkei, mit einem abschließenden Besuch seiner Tochter in Istanbul. Noch im Jahr 1967 veranstaltete die Kärntner Landesgalerie eine Ausstellung mit den auf der Orient-Reise entstandenen Werken. Nach einer Erkrankung des seit 1922 versteiften Beines unterzog sich Mahringer noch im selben Jahr einer Operation mit siebenwöchigen Spitalsaufenthalt im Allgemeinen Krankenhaus der Stadt Wien. Ein Jahr später veranstaltete das Museum der Stadt Schwäbisch Gmünd eine Personalausstellung, die daraufhin auch in der Galerie Voelter in der etwas nördlich von Stuttgart liegenden Stadt Ludwigsburg gezeigt wurde. Im Zuge dieser Ausstellungen bereiste Mahringer unter anderem das Rheinland, sowie die Rheinmetropole Köln. 1969 bereiste er zum bereits dritten Mal die Türkei und machte hier Station in Istanbul, Ephesos, Alanya, Göreme und Ankara. An der Mimar Sinan Üniversitesi, der Kunstakademie von Istanbul, und an der Gürsoy Resim Kursu, der Kunstakademie von Ankara, fanden während dieser Zeit Personalausstellungen mit Mahringers Werken statt. Auch in den Vereinigten Staaten stellte wieder eine Galerie seine Werke aus, diesmal die Maxwell Gallery aus San Francisco, Kalifornien.

### Letzte Studienreisen Ende der 1960er und Anfang der 1970er
Im Herbst 1969 absolvierte Mahringer eine Studienreise nach Frankreich an die Côte d’Azur. In der Neuen Galerie der Stadt Linz wurde im darauffolgenden Jahr eine umfangreiche Mahringer-Ausstellung gezeigt, die anschließend auch in Braunau am Inn präsentiert wurde. Im gleichen Jahr zeigte das Austrian Cultural Forum New York Arbeiten Mahringers; im Oktober 1970 folgte eine weitere Personalausstellung in der Kunstgalerie des Kulturamts der Stadt Esslingen am Neckar, etwas südöstlich von Stuttgart, zu deren Eröffnung Anton Mahringer persönlich anwesend war. Im November 1970 flog er mit seiner Ehefrau nach Spanien an die Costa del Sol, wo er unter anderem auch die Stadt Granada besuchte. Noch im gleichen Jahr beteiligte er sich auch an der Ausstellung Motive im Künstlerhaus Wien. Nachdem ihn sein Beinleiden im Jahre 1971 bereits stark einschränkte und längere Aufenthalte in einem Sanatorium in Hermagor nötig waren, besuchte er trotz körperlicher Beschwerden seinen Bruder Alois Mahringer anlässlich dessen 70. Geburtstages in Härtsfeld.
Anlässlich Anton Mahringers 70. Geburtstag im darauffolgenden Jahr wurde von der Kärntner Landesgalerie eine große Personalausstellung präsentiert. Zu weiteren Ausstellungen im Jahre 1972 kam es daraufhin noch in der Galerie Würthle in Wien, sowie in der Neuen Galerie der Stadt Linz. Des Weiteren hatte er eine Beteiligung an einer Ausstellung im Künstlerhaus Graz. Noch im gleichen Jahr erschien über den Verlag der Galerie Welz eine weitere und mittlerweile umfangreichere Monografie mit einem vorläufigen Werkverzeichnis Mahringers. Als Autor trat Walter Zettl, der spätere Präsident der Österreichischen Kulturvereinigung, in Erscheinung; die Biografie schrieb Leopoldine Springschitz, die mittlerweile seit 1956 die Kärntner Landesgalerie als Direktorin leitete und dies noch bis 1975 tat. Zu einer letzten Auslandsreise Mahringers zählte eine Reise nach Italien im Jahr 1973, die ihn nach Apulien führte. Die Galerie seines Freundes Friedrich Welz in Salzburg veranstaltete in diesem Jahr noch eine letzte Personale Mahringers vor dessen Tod im darauffolgenden Jahr. Nachdem er im Jahr 1974 noch ein letztes Mal nach Italien reiste und dort die Hauptstadt Rom besuchte, verstarb Anton Mahringer am 29. Dezember 1974 bei einem weiteren Spitalsaufenthalt im LKH Villach.

## Auszeichnungen
- 1948: Österreichischer Staatspreis für Malerei
- 1956: Verleihung des Professorentitels durch den österreichischen Bundespräsidenten Theodor Körner
- 1957: Große Goldene Ehrenmedaille des Künstlerhaus Wien

## Trivia
In Villach ist der Anton-Mahringer-Weg nach ihm benannt. In der Landeshauptstadt Klagenfurt findet sich in der Katastralgemeinde Waltendorf ebenfalls ein kleiner Weg mit dem Namen Anton-Mahringer-Weg.

## Bildergalerie

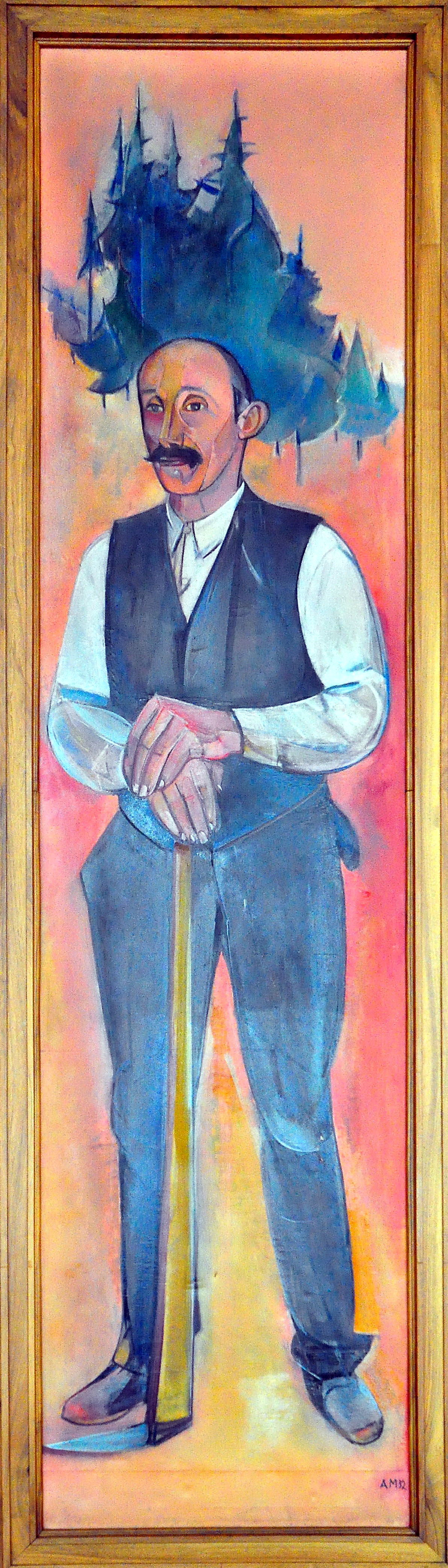
Wandgemälde Holzknecht im großen Festsaal der Klagenfurter Wirtschaftskammer[10] in der Bahnhofstraße
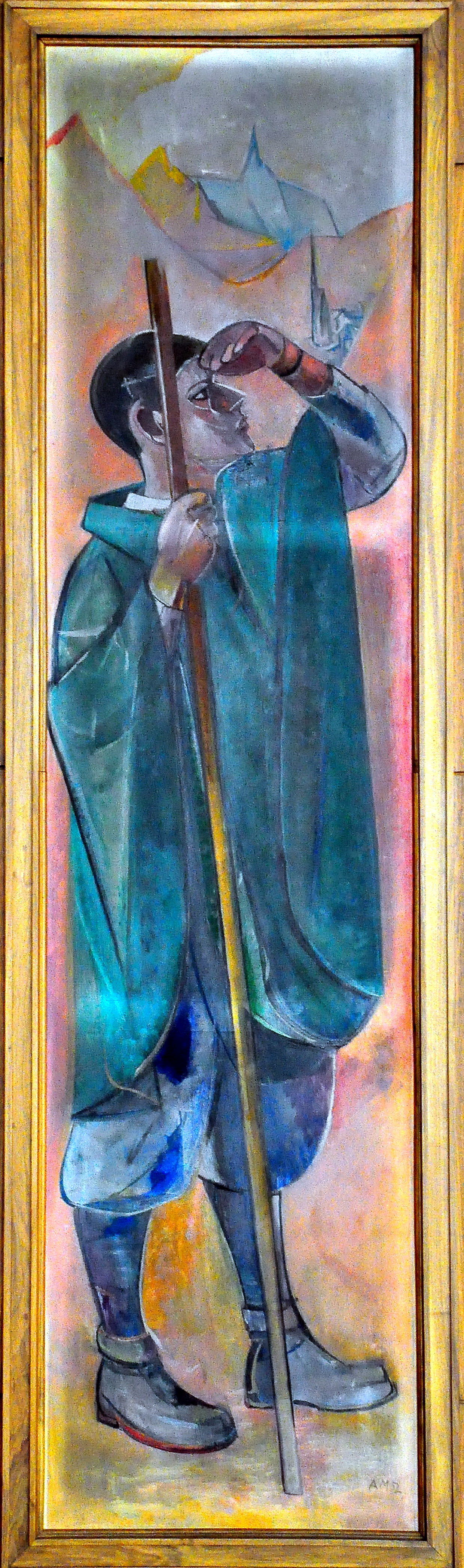
Wandgemälde Der Wanderer im großen Festsaal der Klagenfurter Wirtschaftskammer[10] in der Bahnhofstraße